# حركة كولومبيا الحية
حركة كولومبيا الحية (بالإسبانية: Movimiento Colombia Viva) هو حزب سياسي في كولومبيا. شارك الحزب في الانتخابات البرلمانية التي أجريت عام 2006، حيث فاز الحزب بـ166 نائبا وعضوين في مجلس الشيوخ من أصل مائة.

## روابط خارجية
- www.movimientocolombiaviva.org باللغة الإسبانية نسخة محفوظة 27 يوليو 2011 على موقع واي باك مشين.